# De desillusionist
De desillusionist is een hoorspel van Christian Bock. Der Desillusionist werd op 5 december 1951 door de RIAS (Rundfunk im amerikanischen Sektor Berlins) uitgezonden. Louise Kooiman vertaalde het werd door de AVRO uitgezonden op een tot dusver onbekende datum. De regisseur was Bert Dijkstra. Het hoorspel duurde 69 minuten.

## Rolbezetting
- Dick Scheffer (de spreker)
- Louis de Bree (professor Hansen)
- Robert Sobels (Richard Thiessen)
- Peronne Hosang (mevrouw Thiessen)
- Frans Somers (Mr. Möller, een advocaat)
- Wam Heskes (boekhouder Rehbein)
- Tine Medema (juffrouw Puder)
- Fé Sciarone (juffrouw Mücke)
- Jan Borkus (Thomas Fischer)

## Inhoud
Kunnen mensen leven zonder illusies? Is iemand van ons überhaupt in staat de onverhulde werkelijkheid te verdragen, zonder ze met de barmhartige sluier van de illusie, met een leugentje om bestwil te bedekken? Wordt het samenleven niet schier ondraaglijk zodra de geheime afspraak niet meer bestaat elkaar de Samaritanendienst van medevoelende, liefelijke oplichterijen te bewijzen? De desillusionist neemt in de gedaante van een jonge advocaat zijn intrek in een pension, waar de bewoners elkaar met succes bedriegen. Over alles zweeft, als het ware als de goede geest des huizes, de oude professor Hansen, die alles weet en tegelijk perfect weet te bedriegen. In deze voorgespiegelde idylle van geluk en eendracht tuimelt een jonge advocaat binnen, Dr. Möller, "die afschuwelijke feitenmens". Binnen twee dagen heeft hij alle dromen in het pension vernietigd - en staat sprakeloos tegenover de ruïnes van dit kleine geluk, dat slechts moeitevol weer bijeen kan gesprokkeld worden...